# Pièce de 100 dollars Lady Liberty
La pièce de 100 dollars Lady Liberty est une pièce de monnaie commémorative émise par les États-Unis en 2017 pour commémore les 225 ans de la Monnaie des États-Unis. La pièce est constituée de 28 grammes d'or 24 carats et a une valeur faciale de 100 dollars américains. C'est la première pièce de monnaie des États-Unis sur laquelle Lady Liberty est représentée sous les traits d'une femme noire et, de façon plus générale, sous les traits d'une femme autre que blanche.
100 000 pièces d'or seront frappées, ainsi que 100 000 reproductions en argent de l'image, appelées médailles, qui seront vendues aux alentours de 50 dollars.